# دانیل هرل
دانیل هرل (انگلیسی: Daniel Hérelle؛ زادهٔ ۱۷ اکتبر ۱۹۸۸) بازیکن فوتبال اهل فرانسه است.
از باشگاه‌هایی که در آن بازی کرده‌است می‌توان به اشاره کرد.
وی همچنین در تیم ملی فوتبال مارتینیک بازی کرده‌است.